# Carl Gustav m/45
A Kulsprutepistol m/45 (Kpist m/45), também conhecida como Carl Gustav M/45, é uma submetralhadora (SMG) sueca 9×19mm projetada por Gunnar Johansson, adotada em 1945 (daí a designação m/45), e fabricada na Carl Gustafs Stads Gevärsfaktori em Eskilstuna, na Suécia. A m/45 foi a submetralhadora padrão do exército sueco de 1945 a 1965. Foi gradualmente substituída no serviço sueco pelos fuzis de batalha Ak 4 e fuzis de assalto Ak 5. A última operadora oficial da m/45, a Guarda Nacional Sueca, retirou-a do serviço em abril de 2007.
A submetralhadora m/45 foi desenvolvida em 1944–45, com um projeto emprestado e também aprimorado de muitos elementos de projeto de submetralhadoras anteriores. As técnicas de estampagem de chapas usadas na fabricação da alemã MP 40, da britânica Sten e das soviéticas PPSh-41 e PPS-43 foram estudadas em detalhes. Dois projetos foram testados em 1944, um de Carl Gustafs Stads Gevärsfaktori e um de Husqvarna Vapenfabriks e o protótipo de Carl Gustafs Stads Gevärsfaktori foi escolhido para desenvolvimento posterior. A primeira versão de produção foi adotada em 1945 como Kpist m/45. A dinamarquesa Hovea M/49 SMG, embora semelhante na aparência, não é uma versão derivada da m/45. A Hovea foi um desenvolvimento do contendor de teste com falha (fm44) da Husqvarna.

## Operadores
- Argélia[5]
- República Centro-Africana: Port Said ex-zairenses[6]
- Egito: Fabricada localmente sob licença como Port Said e Akaba[5]
- Estônia: Liga Armada da Estônia[7]
- Indonésia: Fabricada localmente sob licença[8]
- Iraque: Variante Port Said usada por insurgentes iraquianos[9]
- Irlanda:[10] O Exército Irlandês usava a Carl Gustav até ser substituída pelo Steyr AUG
- Jordânia: variante Port Said[1]
- Paraguai[5]
- Suécia[11]
- Estados Unidos[12]
- Vietnã do Sul: Programa do Grupo de Defesa Irregular Civil[13] e Exército da República do Vietnã[14]
- Ucrânia[15]
- Zaire: variante Port Said[6]